# بی اسپرینگ (کنتاکی)
بی اسپرینگ (به انگلیسی: Bee Spring) یک منطقهٔ مسکونی در ایالات متحده آمریکا است که در شهرستان ادمونسن، کنتاکی واقع شده‌است. بی اسپرینگ ۲۰۶٫۰۵ متر بالاتر از سطح دریا واقع شده‌است.